# Sam Shepard
Sam Shepard (Ford Sheridan, Illinois, 5 de novembre de 1943 - Midway, Kentucky, 27 de juliol de 2017) fou un dramaturg, actor, director de cinema i guionista estatunidenc.
Va ser nominat a l'Oscar al millor actor secundari pel seu paper del pilot Chuck Yeager a la pel·lícula Escollits per a la glòria (Philip Kaufman, 1983). Va escriure més de quaranta obres de teatre, a més de relats, memòries, assaigs i guions per a cinema, per exemple de l'afamada Paris, Texas. Va obtenir el Pulitzer al millor Drama el 1979 per Buried Child, portada al cinema l'any 2016 amb guió del mateix Shepard.
Estava considerat per molts com el dramaturg viu més destacat dels Estats Units. El New York Times va descriure'l com «el millor dramaturg americà de la seva generació», una idea que es va reafirmar l'any 2009, quan va ser guardonat amb el premi PEN/Laura Pels International Foundation for Theater. Aquest no va ser l'únic premi de la seva dilatada carrera, fins a situar-se com un dels escriptors d'obres de teatre més destacats del moviment Off Broadway, les produccions teatrals independents a Nova York.
L'obra de Shepard sovint conté elements surrealistes, diàlegs plens d'humor negre, escenes ombrívoles i alhora poètiques, i crea protagonistes que no encaixen a la societat americana de l'època, tot i que al llarg dels anys la seva obra ha anat evolucionant, així com la seva relació amb la pantalla gran.
Sam Shepard va començar a actuar de manera seriosa en la pel·lícula de Terrence Malick Days of Heaven, l'any 1978, on compartia protagonisme amb Richard Gere i Brooke Adams.
El 1969, Shepard es va casar amb l'actriu O-Lan Jones (que figura en molts crèdits com Olan Shepard), amb la qual va tenir al seu primer fill, Jesse, i de la qual es va divorciar el 1984. El 1982 va iniciar un romanç amb l'actriu Jessica Lange, de la qual va ser parella durant 27 anys i amb la qual va tenir dos fills, Hannah i Walker.
Va morir als 73 anys a casa seva a Kentucky (Estats Units) després d'haver patit complicacions d'una esclerosi lateral amiotròfica (ELA).

## Obra dramàtica
| - 1964 Cowboys - 1964 The Rock Garden - 1965 Chicago - 1965 Icarus's Mother - 1965 4-H Club - 1966 Red Cross - 1967 La Turista - 1967 Cowboys #2 - 1967 Forensic - 1969 The Navigators - 1969 Oh! Calcutta! (contribució amb esquetxos) - 1970 The Holy Ghostly - 1970 Operation Sidewinder - 1971 Mad Dog Blues - 1971 Back Bog Beast Bait - 1971 Cowboy Mouth (en col·laboració de Patti Smith) - 1972 The Tooth of Crime - 1975 Action | - 1976 Suicide in B Flat - 1977 Inacoma - 1978 Buried Child - 1978 Curse of the Starving Class - 1978 Tongues (en col·laboració amb Joseph Chaikin) - 1980 True West - 1981 Savage/Love (en col·laboració amb Joseph Chaikin) - 1983 Fool for Love - 1985 A Lie of the Mind - 1987 A Short Life of Trouble - 1991 States of Shock - 1993 Simpatico - 1995 Buried Child Revised - 1998 Eyes for Consuela - 2000 The Late Henry Moss - 2004 The God of Hell - 2007 Kicking a Dead Horse |

### Traduccions al català
- La maledicció dels morts de gana (Curse of the Starving Class). Traducció de Xavier Llorens i Xavier Luna. 1990
- Follia d'amor (Fool for Love). Traducció de Josep Costa. 1993
- Autèntic Oest (True West). Traducció d'Emili Teixidor. 2011

## Filmografia
| Any  | Pel·lícula | Com   | Com       | Com      | Notes                               |
| Any  | Pel·lícula | Actor | Guionista | Director | Notes                               |
| ---- | --- | ----- | --------- | -------- | ----------------------------------- |
| 1963 | Apples In the Tree | Sí    |           |          |                                     |
| 1965 | Rusakai | Sí    |           |          |                                     |
| 1968 | Me and My Brother |       | Sí        |          | dirigida per Robert Frank           |
| 1970 | Brand X | Sí    |           |          |                                     |
| 1970 | Zabriskie Point |       | Sí        |          | dirigida per Michelangelo Antonioni |
| 1978 | Renaldo and Clara | Sí    |           |          |                                     |
| 1978 | Days of Heaven | Sí    |           |          |                                     |
| 1980 | Resurrection | Sí    |           |          |                                     |
| 1981 | Raggedy Man | Sí    |           |          |                                     |
| 1982 | Frances | Sí    |           |          |                                     |
| 1983 | Escollits per a la glòria (The Right Stuff)                                                                           | Sí    |           |          |                                     |
| 1984 | París, Texas (Paris, Texas)                                                                                           | Sí    | Sí        |          | dirigida per Wim Wenders            |
| 1984 | Country | Sí    |           |          |                                     |
| 1985 | Boig d'amor (Fool for Love)                                                                                           |       | Sí        |          | dirigida per Robert Altman          |
| 1986 | Crimes of the Heart                                                                                                   | Sí    |           |          |                                     |
| 1987 | Baby Boom | Sí    |           |          |                                     |
| 1988 | Far North |       | Sí        | Sí       | en el paper d'ell mateix            |
| 1989 | Magnòlies d'acer (Steel Magnolias)                                                                                    | Sí    |           |          |                                     |
| 1990 | Bright Angel | Sí    |           |          |                                     |
| 1991 | Voyager | Sí    |           |          |                                     |
| 1992 | Cor de tro (Thunderheart)                                                                                             | Sí    |           |          |                                     |
| 1993 | L'informe Pelicà (The Pelican Brief)                                                                                  | Sí    |           |          |                                     |
| 1994 | Safe Passage | Sí    |           |          |                                     |
| 1994 | Silent Tongue |       | Sí        | Sí       | en el paper d'ell mateix            |
| 1995 | Streets of Laredo | Sí    |           |          |                                     |
| 1997 | La meva única emoció (The Only Thrill)                                                                                | Sí    |           |          |                                     |
| 1997 | Crida a escena (Curtain Call)                                                                                         | Sí    |           |          |                                     |
| 1999 | Snow Falling on Cedars                                                                                                | Sí    |           |          |                                     |
| 1999 | Purgatory | Sí    |           |          |                                     |
| 2000 | Hamlet | Sí    |           |          |                                     |
| 2000 | Tots els cavalls bonics (All the Pretty Horses)                                                                       | Sí    |           |          |                                     |
| 2001 | Black Hawk abatut (Black Hawk Down)                                                                                   | Sí    |           |          |                                     |
| 2001 | After the Harvest | Sí    |           |          |                                     |
| 2001 | Kurosawa | Sí    |           |          |                                     |
| 2001 | Shot in the Heart | Sí    |           |          |                                     |
| 2001 | Operació Swordfish (Swordfish)                                                                                        | Sí    |           |          |                                     |
| 2001 | El jurament (The Pledge)                                                                                              | Sí    |           |          |                                     |
| 2003 | Blind Horizon | Sí    |           |          |                                     |
| 2004 | El quadern de Noah (The Notebook)                                                                                     | Sí    |           |          |                                     |
| 2005 | Don't Come Knocking                                                                                                   | Sí    |           |          |                                     |
| 2005 | Bandidas | Sí    |           |          |                                     |
| 2005 | Stealth: L'amenaça invisible (Stealth)                                                                                | Sí    |           |          |                                     |
| 2005 | Don't Come Knocking                                                                                                   |       | Sí        |          | dirigida per Wim Wenders            |
| 2006 | Walker Payne | Sí    |           |          |                                     |
| 2006 | The Return | Sí    |           |          |                                     |
| 2006 | La teranyina de la Carlota (Charlotte's Web)                                                                          | Sí    |           |          |                                     |
| 2007 | Ruffian | Sí    |           |          |                                     |
| 2007 | L'assassinat de Jesse James comès pel covard Robert Ford (The Assassination of Jesse James by the Coward Robert Ford) | Sí    |           |          |                                     |
| 2008 | The Accidental Husband                                                                                                | Sí    |           |          |                                     |
| 2008 | Felon | Sí    |           |          |                                     |
| 2009 | Brothers | Sí    |           |          |                                     |
| 2010 | Inhale | Sí    |           |          |                                     |
| 2010 | Caça a l'espia (Fair Game)                                                                                            | Sí    |           |          |                                     |
| 2011 | Blackthorn | Sí    |           |          |                                     |
| 2012 | Per fi sols! (Darling Companion)                                                                                      | Sí    |           |          |                                     |
| 2012 | Mud | Sí    |           |          |                                     |
| 2012 | Safe House | Sí    |           |          |                                     |
| 2012 | Mata'ls suaument (Killing Them Softly)                                                                                | Sí    |           |          |                                     |
| 2013 | August: Osage County                                                                                                  | Sí    |           |          |                                     |